# 潔達·史蒂文斯
潔達·史蒂文斯（Jada Stevens，1988年7月4日—），本名「Candace Jackson」，美國女性色情演員及成人模特兒。

## 簡歷
潔達·史蒂文斯從小在喬治亞州斯內爾維爾市長大，是個純正切羅基人和愛爾蘭人。她涉足美國成人娛樂行業前曾在 Eckerd 集團旗下位於亞特蘭大的藥房裡工作，18歲時亦曾是舞蹈員。2008年，她經另一色情女演員兼朋友貝莉·布魯克斯（Bailey Brooks）推薦到南佛羅里達試鏡，輾轉便開始其成人模特兒及色情演員事業，出道以來透過豐滿下圍而得到注目。
2011年，潔達·史蒂文斯獲美國青年文化雜誌《Complex》選為「The 50 Hottest White Girls With Ass」第43位，2013年曾受紐約名廚黃頤銘（Eddie Huang）邀請，在北美洲文化雜誌《Vice》的網絡節目《菜鳥新移民》中擔任邁阿密導遊，2015年就獲美國財經新聞頻道 CNBC 列入「The Dirty Dozen：Porn's biggest stars」之一。

## 曾獲獎項與提名
| 年份      | 獎項                                                                       | 結果 |
| AVN獎     |                                                                            |      |
| 2012年    | 最佳性愛場景設計觀點（《Anal Workout》）                                   | 提名 |
| 2012年    | 最佳三人性愛場景（二王一后）（《What the Fuck！Big Tits, Bitches & Ass！》） | 提名 |
| 2012年    | 最佳三人性愛場景（一王二后）（《Ass Worship 13》）                           | 獲獎 |
| 2013年    | 最佳肛交場景（《Big Wet Asses 20》）                                       | 提名 |
| 2013年    | 最佳三人性行為場景（《DP Fanatic》）                                       | 提名 |
| 2013年    | 最佳性愛場景設計觀點（《Tanlines》）                                       | 提名 |
| 2013年    | 最佳挑逗演出（《Jada Stevens Is Buttwoman》）                              | 提名 |
| 2013年    | 最佳三人性愛場景（一王二后）（《Jada Stevens Is Buttwoman》）                | 提名 |
| 2013年    | 年度女演員獎                                                               | 提名 |
| 2014年    | 最佳三人性行為場景（《Lex Turns Evil》）                                   | 提名 |
| 2014年    | 最佳群交場景（《Gangbanged 5》）                                           | 提名 |
| 2014年    | 最佳性愛場景設計觀點（《The Hooker Experience》）                          | 提名 |
| 2014年    | 最佳三人性愛場景（一王二后）（《Anal Corruption》）                          | 提名 |
| 2014年    | 年度女演員獎                                                               | 提名 |
| 2015年    | 最佳肛交場景（《Up That White Ass 4》）                                    | 提名 |
| 2015年    | 最佳全女性性愛場景（《Dirty Panties 2》）                                  | 提名 |
| 2015年    | 最佳單獨挑逗演出（《Big Anal Asses》）                                     | 提名 |
| 2015年    | 最佳三人性愛場景（一王二后）（《Lex the Impaler 8》）                        | 提名 |
| 2015年    | 年度女演員獎                                                               | 提名 |
| 2016年    | 最佳肛交場景（《The Booty Movie》）                                        | 提名 |
| 2016年    | 最佳三人性愛場景（一王二后）（《The Booty Queen》）                          | 提名 |
| Urban X獎 |                                                                            |      |
| 2012年    | 年度 IR 之星                                                               | 獲獎 |
| XBIZ獎    |                                                                            |      |
| 2014年    | 最佳花絮場景（《The Hooker Experience》）                                  | 獲獎 |
| 2015年    | 年度女演員獎                                                               | 提名 |
| 2015年    | 最佳非故事場景（《Rocco's Coming in America》）                            | 提名 |
| 2016年    | 最佳全性別性愛場景（《Interracial and Anal》）                             | 獲獎 |
| XRCO獎    |                                                                            |      |
| 2013年    | 年度女演員獎                                                               | 提名 |
| 2013年    | 口交促使性高潮者                                                           | 提名 |
| 2013年    | 肛門促使性高潮者                                                           | 提名 |
| 2014年    | 年度女演員獎                                                               | 提名 |
| 2014年    | 最佳蕩婦                                                                   | 提名 |
| 2014年    | 肛門促使性高潮者                                                           | 獲獎 |
| 2015年    | 年度女演員獎                                                               | 提名 |
| 2015年    | 最佳蕩婦                                                                   | 提名 |
| 2015年    | 肛門促使性高潮者                                                           | 提名 |

## 外部連結
- 潔達·史蒂文斯的Instagram帳戶（英文）
- 潔達·史蒂文斯的X（前Twitter）（英文）
- Jada Stevens在互联网电影资料库（IMDb）上的資料（英文）

※ 以下是18禁網頁：
- 成人電影資料庫上潔達·史蒂文斯的资料（英文）
- Jada Stevens - iafd.com （页面存档备份，存于）（英文）